# Главный государственный советник налоговой службы (Россия)

Петлица высшего классного чина Главного государственного советника налоговой службы

Главный государственный советник налоговой службы — высший классный чин в налоговых органах Российской Федерации в 1991—2001 гг. (ниже — государственный советник налоговой службы I ранга).

## История
Чин установлен Законом РСФСР от 21 марта 1991 г. № 943-I «О Государственной налоговой службе РСФСР» и Положением о классных чинах работников Государственной налоговой службы Российской Федерации, утверждённым Указом Президента Российской Федерации от 31 декабря 1991 г. № 340 «О Государственной налоговой службе Российской Федерации».
Чин присваивался Президентом Российской Федерации лицам, занимавшим должность руководителя Государственной налоговой службы Российской Федерации.
Система классных чинов в налоговых органах Российской Федерации была изменена Указом Президента Российской Федерации от 19 июля 2001 г. № 876 «Об утверждении Положения о классных чинах государственных служащих федеральной государственной службы Министерства Российской Федерации по налогам и сборам и его территориальных органов и об установлении ежемесячной надбавки к должностному окладу за классный чин». Высшими классными чинами стали чины — действительный государственный советник налоговой службы Российской Федерации I, II и III ранга.

## Знаки различия
В соответствии с постановлением Правительства Российской Федерации от 8 апреля 1992 г. № 230 «Вопросы Государственной налоговой службы Российской Федерации» знаками различия для работников органов Государственной налоговой службы Российской Федерации, которым присвоены классные чины, служат петлицы на воротнике и пятиконечные звёзды на петлицах. Петлицы — вытянутый параллелепипед, изготовленный из темно-синего бархата, шириной 30 мм, длиной 70 мм, с окантовкой красным сукном шириной 2 мм. Петлицы главного государственного советника налоговой службы — на суконном подбое без просветов с вышитыми позолоченными звёздами размером 25 мм по одной на каждой петлице. Между гранями звёзды вышиваются по три луча с каждой стороны.
В соответствии с постановлением Правительства Российской Федерации от 29 июня 2000 г. № 484 «О форме одежды работников Министерства Российской Федерации по налогам и сборам» знаками различия для работников Министерства Российской Федерации по налогам и сборам, которым присвоены классные чины, являются плечевые погоны и пятиконечные звёзды на погонах. Погон представляет собой прямоугольник с параллельными длинными сторонами, с трапециевидным верхним краем, с металлической пуговицей в верхней части. Длина погона посередине — 15 см, длина по боковому краю — 14 см, ширина погона для работников, имеющих классный чин главного государственного советника налоговой службы — 5,5 см. Погоны главного государственного советника налоговой службы изготавливаются из галуна специального переплетения серебристого цвета или цвета ткани одежды без просветов на суконном подбое. На поле погона (посередине вдоль) вышиваются 4 посеребренные выпуклые пятиконечные звёзды диаметром 2,5 см каждая. Расстояние от нижнего края погона до центра первой звезды — 4 см, между звёздами вдоль погона — 3,5 см.

## Главные государственные советники налоговой службы
После даты присвоения классного чина стоит номер Указа Президента Российской Федерации, которым присвоен чин.
1. 7 октября 1994 г., № 1985 — Гусев Владимир Васильевич, руководитель Государственной налоговой службы Российской Федерации
2. 13 июня 1996 г., № 880 — Артюхов Виталий Григорьевич, руководитель Государственной налоговой службы Российской Федерации
3. 1 августа 1997 г., № 810 — Починок Александр Петрович, руководитель Государственной налоговой службы Российской Федерации

Последующим руководителям налогового ведомства Б. Г. Федорову, Г. В. Боосу и Г. И. Букаеву классный чин не присваивался, поскольку они занимали государственные должности Российской Федерации: Б. Г. Фёдоров — Заместителя Председателя Правительства Российской Федерации — руководителя Государственной налоговой службы Российской Федерации, Г. В. Боос и Г. И. Букаев — Министра Российской Федерации по налогам и сборам.